# Biscotto savoiardo
I savoiardi, in origine savojardi, sono biscotti dolci e leggeri dalla consistenza molto friabile e spugnosa che prendono il nome dalla regione storica della Savoia. La forma, un cilindro schiacciato con gli spigoli smussati, ricorda un grosso dito e per questa ragione in inglese vengono chiamati lady fingers ("dita di dama"), in turco vengono chiamati kedi dili ("lingua di gatto"), mentre in Francia vengono chiamati biscuits à la cuillère ("a forma di cucchiaio") se morbidi, o boudoirs se secchi.
I savoiardi sono uno degli ingredienti principali di dolci al cucchiaio come il tiramisù e la charlotte.

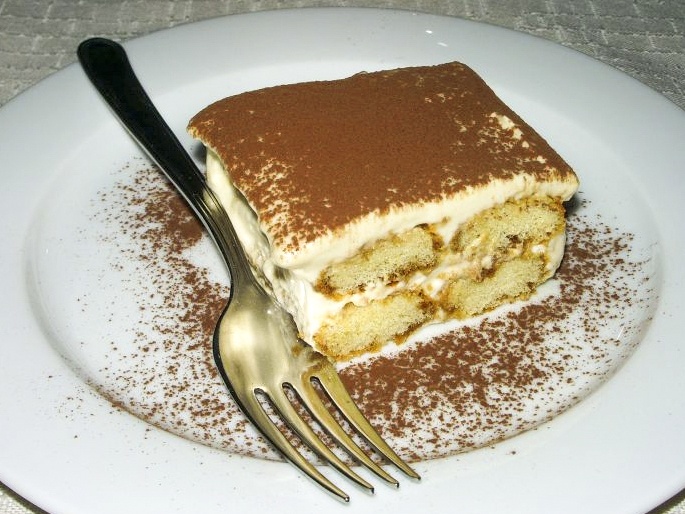
Biscotti savoiardi all'interno di una porzione di tiramisù

## Storia
Alcune fonti fanno risalire l'origine degli odierni biscotto a un dolce avente il medesimo impasto, il gâteau (o biscuit) de Savoie, creato intorno alla metà del XIV secolo dallo chef (maître queux) di Amedeo VI di Savoia, in onore della visita dell'imperatore Carlo IV di Lussemburgo.
In seguito, grazie al successo riscosso, i biscotti vennero denominati Savoiardi e adottati ufficialmente da Casa Savoia.

## I savoiardi in Italia
I savoiardi sono conosciuti in tutte le regioni italiane che hanno subito l'influenza dei Savoia. Per tale motivo sono diffusissimi e tipici in Sardegna e in Piemonte, dove venivano prodotti in passato nelle famiglie (anche con il nome di "pistoccus de caffè") e dove fanno tuttora parte della tradizione dolciaria artigianale.
Sono diffusi anche in Sicilia, il cui Regno fu governato dal re sabaudo Vittorio Amedeo II di Savoia nel Settecento, dove la ricetta è stata reinterpretata dalla tradizione pasticcera isolana, in particolare a Caltanissetta dove vengono chiamati raffiolini e sono venduti insieme alla carta da forno.

## Tecniche di preparazione
I savoiardi tradizionali vengono realizzati a partire da un impasto montato a base di uova, zucchero e farina. La tecnica classica prevede la separazione delle uova, con gli albumi montati a neve ferma e incorporati delicatamente ai tuorli sbattuti con lo zucchero. L’aria inglobata nella montata è fondamentale per conferire leggerezza al biscotto, che non prevede l’uso di lieviti chimici. Dopo l’aggiunta della farina setacciata, l’impasto viene dressato con sac à poche su teglie e cosparso di zucchero semolato prima della cottura in forno statico, generalmente a temperatura moderata (circa 180 °C).
Per garantire una consistenza friabile e asciutta, i savoiardi vengono spesso lasciati alcuni minuti nel forno spento dopo la cottura, così da perdere l’umidità residua. Questo li rende ideali per l’assorbimento di liquidi, caratteristica centrale per l’uso in dolci al cucchiaio come il tiramisù.
Nel contesto della produzione industriale, il procedimento può includere l’impiego di stabilizzanti, aromi e agenti lievitanti per ottenere un prodotto più uniforme e conservabile. La struttura alveolata viene riprodotta meccanicamente grazie a montatrici ad alta velocità e stampi a nastro continuo.
Negli ultimi anni si sono diffuse anche versioni specificamente formulate per chi segue un’alimentazione senza glutine. In queste preparazioni, alla farina di frumento si sostituiscono miscele a base di amido di mais, farina di riso e fecola, mantenendo la tecnica della doppia montata per ottenere un impasto soffice. Anche in questo caso si mantiene la caratteristica superficie zuccherata e la cottura breve ma intensa, seguita da raffreddamento graduale.